# Golfo de Kandalaksha

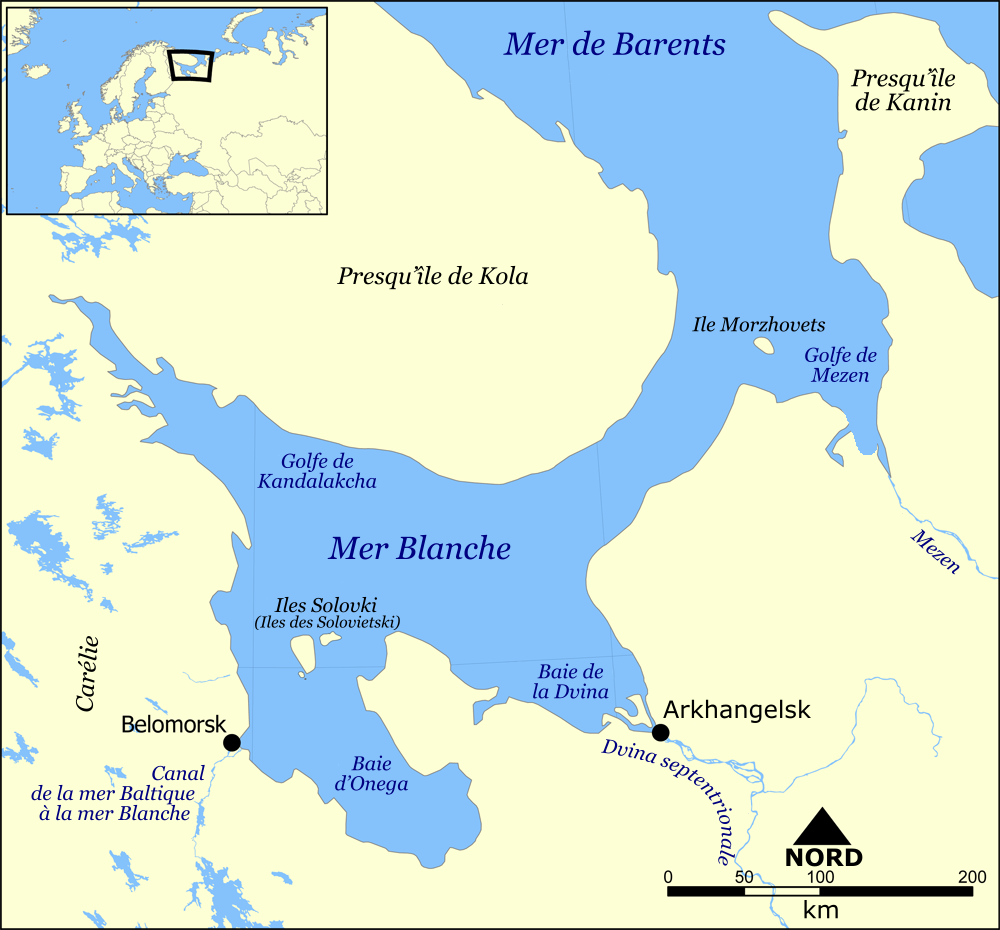
Mar Branco: o golfo de Kandalaksha a oeste.

O golfo de Kandalaksha (em russo:  Кандалакшский залив) localiza-se na República da Carélia, e no Oblast de Murmansque no noroeste da Rússia. Forma o canto noroeste do mar Branco, sendo um dos quatro grandes golfos e baías deste mar, em conjunto com a baía Onega (sudoeste), a baía Dvina (sul), e a baía Mezen (sudeste).
A península de Cola fica a norte do golfo de Kandalaksha.
A cidade de Kandalaksha fica no extremo norte do golfo, e o porto de Vitino a 10 km para sul.